# 2013年1月巴基斯坦连环爆炸事件
2013年1月巴基斯坦连环爆炸事件（英語：January 2013 Pakistan bombings）是指2013年1月10日发生在巴基斯坦西南部省份俾路支省首府奎达及西北边省明戈拉鎮的4起连环爆炸事件，该事件造成125人死亡，270人受伤。

## 事件

### 奎达
3次爆炸连续发生在巴基斯坦西部城市奎达，一次是在清晨，另外两次是在晚上。第一次爆炸发生在一个商业区附近的公共广场和食品市场，12人死亡，47人受伤，肇事者是俾路支的分离主义团体。逊尼派激进组织俾路支联合军声称对事件负责。警方官员哈米德说：“边境兵团人员才是袭击者的目标”，尽管死者大部分是平民。
晚上8点50分，一名自杀式炸弹袭击者在一个台球俱乐部引爆了炸弹。约10分钟之后，警察和媒体记者到达现场時，另一名兇徒在建築物外面引爆汽車炸彈。起初有81人死亡，170余人受伤，3名伤者在医院死亡，死亡人数上升到84人。1月11日中午，死亡人数上升到92人。第二次爆炸时，9名警察、25名救援人员和2名记者在现场被炸死。当地炸弹专家说，自杀式炸弹重量是7公斤（15磅），而汽车炸弹有大约100公斤（220磅）。爆炸之后，礼堂被摧毁，周边建筑物遭到严重损坏，电线也被损坏，导致周边地区停电。
羌城軍對1月10日晚上的襲擊承認責任。一个警察官员说，爆炸可能是羌城軍报复警方前一天查获他们的一批武器。俾路支省的省政府表示，政府将支付200万卢比给每个遇難警察的家庭，而其他死者的家庭将获得100万卢比。同时，俾路支省将举行3天的哀悼活动。
奎达的什叶派穆斯林社区在事件发生后第二天举行了大规模抗议活动，抗议者和当地什叶派官员拒绝埋葬死者，直到巴基斯坦军队接管和安全控制这座城市。什叶派在卡拉奇还举行了抗议活动。

### 斯瓦特山谷
巴基斯坦西北边界省东北部斯瓦特县塞杜沙里夫地区的斯瓦特山谷也发生了爆炸，造成22人死亡，60人受伤。这起事故最初的报道结果是说地下室的气体泄漏，但是警察和医生随后查出是炸弹爆炸。